# 矢島亨
矢島 亨（やじま とおる、1979年1月15日 - ）は、日本プロ麻雀協会に所属する競技麻雀のプロ雀士。神奈川県出身。

## 人物・経歴
- 好きな芸能人は吉瀬美智子
- 趣味はアンチエイジング
- 2023年6月より開催されるMトーナメント2023に出場する[3]。

## 獲得タイトル
- 雀王戦（第19期）[4]
- 雀竜位戦（第17期）
- 日本オープン（第13期）
- オータムチャンピオンシップ（第17回、第18回、第19回）